# Farges
Farges [faʁʒ] ist eine französische Gemeinde mit 1065 Einwohnern (Stand 1. Januar 2022) im Département Ain in der Region Auvergne-Rhône-Alpes. Sie gehört zum Kanton Thoiry im Arrondissement Gex und ist Mitglied im Gemeindeverband Pays de Gex Agglo.

## Geographie
Farges liegt auf 513 m, etwa 22 Kilometer südsüdwestlich des Städtchens Gex und 19 Kilometer westlich der Stadt Genf (Luftlinie). Das ehemalige Bauerndorf erstreckt sich im Pays de Gex an aussichtsreicher Lage am Fuß des Juras unterhalb des Grand Crêt d’Eau, am westlichen Rand des Genfer Beckens.
Die Fläche des 14,28 km² großen Gemeindegebiets umfasst einen Abschnitt des Pays de Gex. Das Gebiet zerfällt in zwei naturräumlich sehr unterschiedliche Teile. Der östliche Teil wird von der fruchtbaren Ebene am Jurafuß eingenommen. Dieses Plateau, ein Molassebecken, das vom eiszeitlichen Rhonegletscher überformt wurde, wird vom Biaz und seinen Quellbächen nach Osten zur Annaz (rechter Zufluss der Rhone) entwässert. Die Bäche fließen durch mehr oder weniger tief in das Plateau eingeschnittene Erosionsrinnen. Während Teile des Plateaus waldbedeckt (Bois Maillet und Bois de Ban) sind, werden andere landwirtschaftlich genutzt. Gegen den Jura hin steigt das Plateau allmählich an.
Nach Westen erstreckt sich das Gemeindeareal über den steilen, dicht bewaldeten Hang bis auf den Kamm der vordersten Jurakette. Die Grenze verläuft auf der Krete, die hier mit dem Col du Sac eine kleine Einsattelung bildet. Auf der Nordabdachung des Grand Crêt d’Eau wird mit 1527 m die höchste Erhebung von Farges erreicht. Das Gemeindegebiet ist Teil des Regionalen Naturparks Haut-Jura (frz.: Parc naturel régional du Haut-Jura).
Zu Farges gehören neben dem ursprünglichen Ort auch verschiedene Weiler und Gehöfte, darunter:
- Airans (525 m) am Jurafuß südwestlich an das Dorf anschließend
- Asserans (447 m) auf dem Plateau oberhalb des Taleinschnitts des Biaz

Nachbargemeinden von Farges sind Péron im Norden, Pougny im Osten, Collonges im Süden sowie Confort und Chézery-Forens im Westen.

## Geschichte
Erstmals urkundlich erwähnt wird Farges im Jahr 1337 unter der Bezeichnung Apud Farges. Aus späterer Zeit sind die Bezeichnungen de Fargiis (1397) und Mensura de Farges (1497) überliefert. Der Ortsname geht auf das altfranzösische Wort farge (Schmiede) zurück.
Im 14. Jahrhundert kam das Dorf unter die Oberhoheit der Grafen von Savoyen. Danach teilte Farges die wechselvolle Geschichte des Pays de Gex, mit dem es nach Abschluss des Vertrages von Lyon 1601 endgültig an Frankreich gelangte. Im 17. Jahrhundert bildete Farges eine eigene kleine Herrschaft. Das von den Mönchen von Nantua im 13. Jahrhundert gegründete Priorat in Asserans wurde 1536 von den Bernern zerstört.

## Bevölkerung
| Jahr                       | 1962 | 1968 | 1975 | 1982 | 1990 | 1999 | 2010 | 2021 |
| Einwohner                  | 365  | 415  | 456  | 480  | 559  | 594  | 854  | 1058 |
| Quellen: Cassini und INSEE |      |      |      |      |      |      |      |      |

Mit 1065 Einwohnern (Stand 1. Januar 2022) gehört Farges zu den kleineren Gemeinden des Départements Ain. Seit Mitte der 1960er Jahre wurde ein deutliches Bevölkerungswachstum verzeichnet, das sich seit 2000 noch verstärkte. Außerhalb des alten Ortskerns wurden zahlreiche neue Einfamilienhäuser gebaut. Die Ortsbewohner von Farges heißen auf Französisch Fargeois(es).

## Sehenswürdigkeiten
Die Pfarrkirche Saint-Brice wurde zu Beginn des 19. Jahrhunderts erbaut. Vom einstigen Herrschaftssitz ist der quadratische Turm erhalten, der als Bergfried diente. Das Château de Lapeyrouse stammt aus dem frühen 19. Jahrhundert.

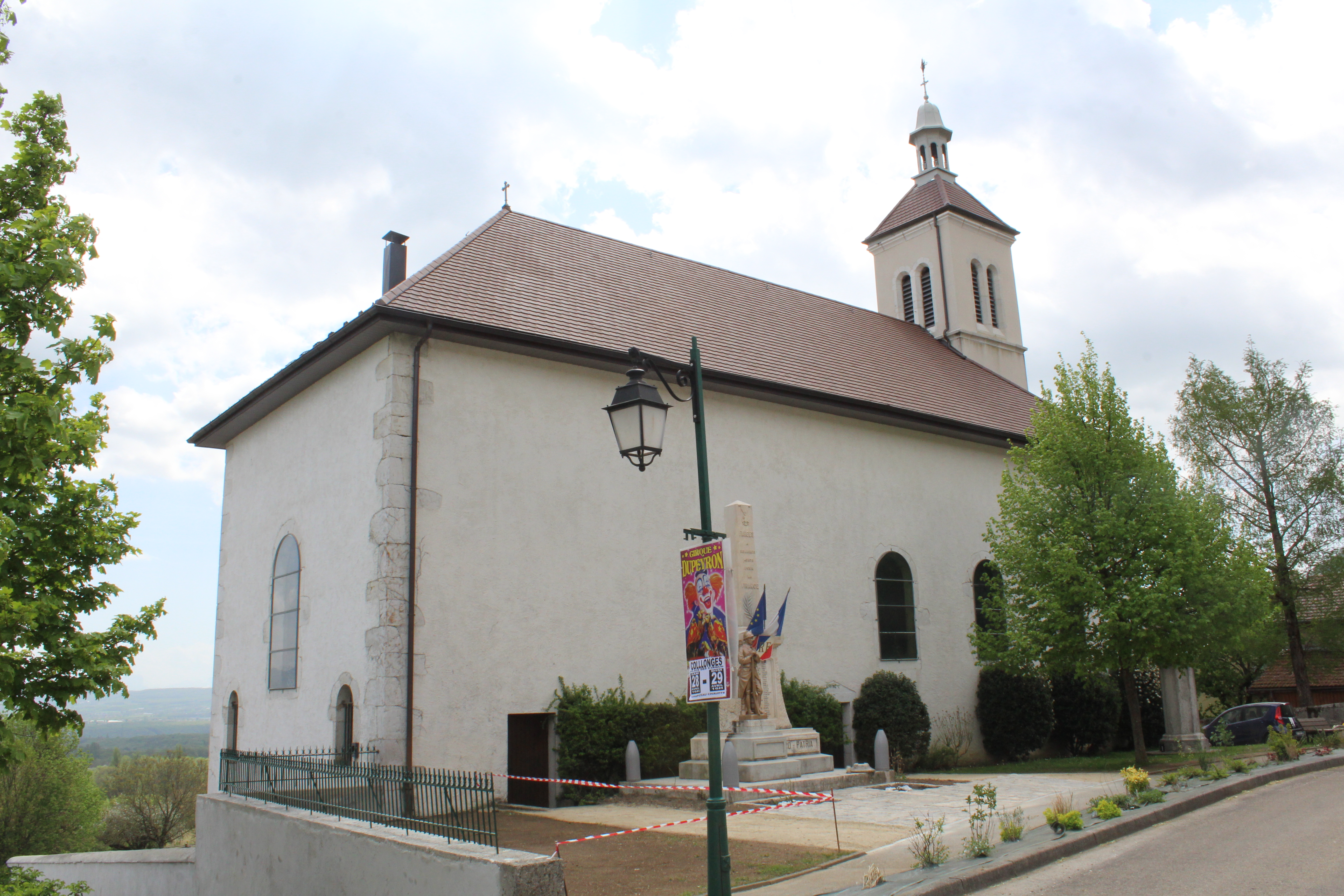
Kirche Saint-Brice
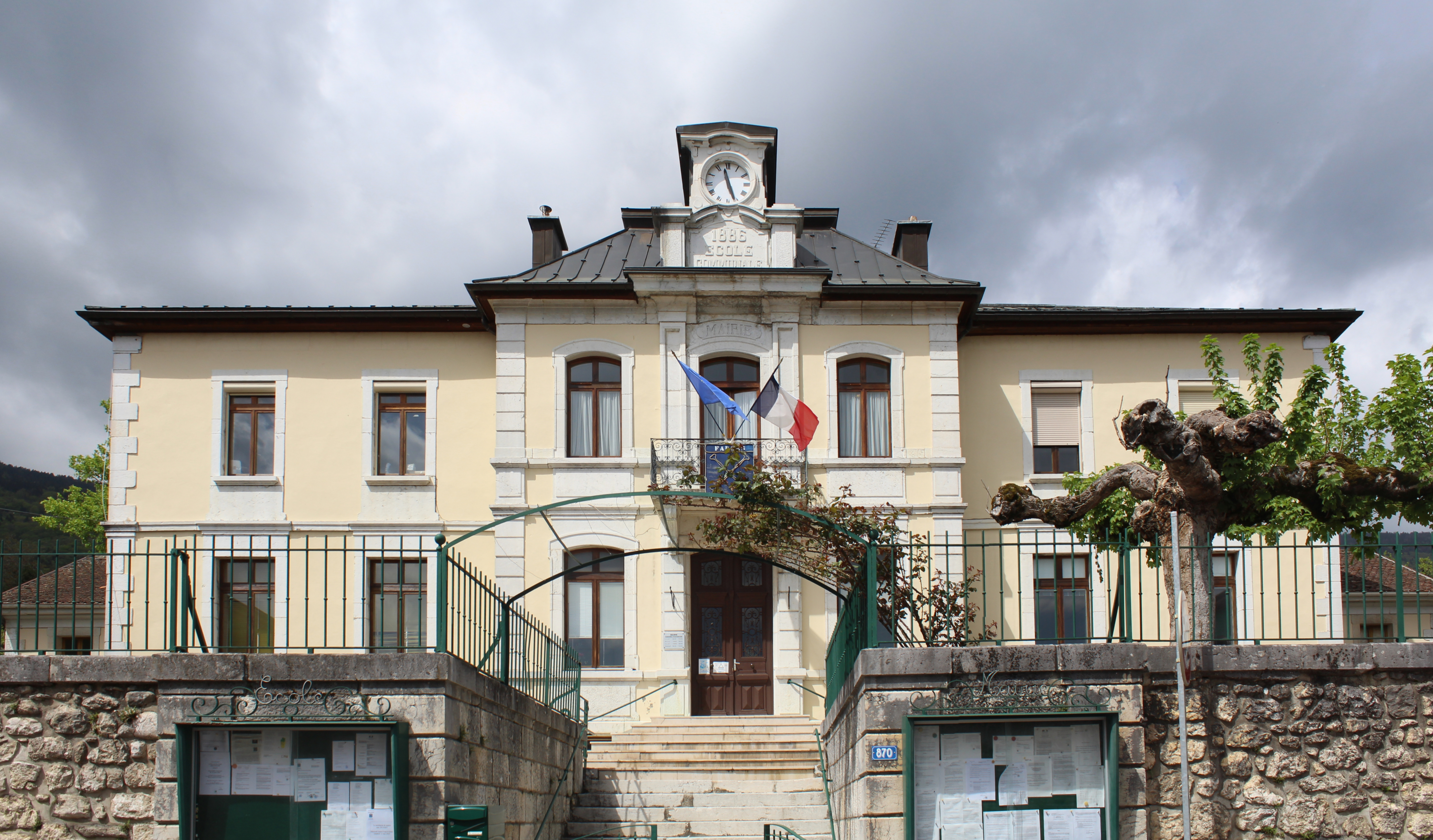
Mairie (Rathaus) von Farge
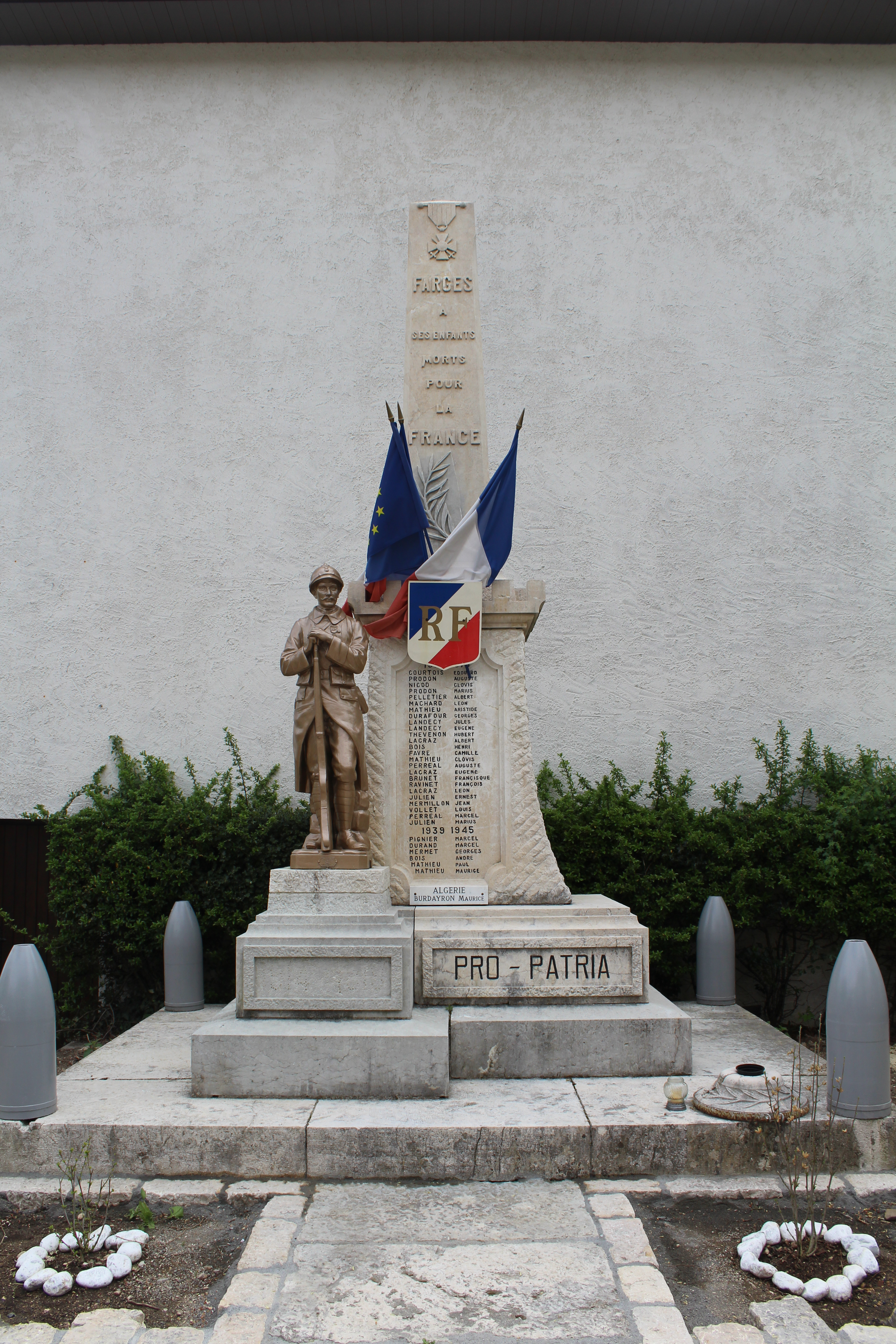
Gefallenendenkmal

## Wirtschaft und Infrastruktur
Farges war bis weit ins 20. Jahrhundert hinein ein vorwiegend durch die Landwirtschaft geprägtes Dorf. Heute gibt es einige Betriebe des lokalen Kleingewerbes. Mittlerweile hat sich das Dorf auch zu einer Wohngemeinde gewandelt. Zahlreiche Erwerbstätige sind Wegpendler, die in den größeren Ortschaften des Pays de Gex oder als Grenzgänger in der Agglomeration Genf arbeiten.
Die Ortschaft ist verkehrsmäßig gut erschlossen. Sie liegt an der Departementsstraße D984, die von Collonges entlang dem Jurafuß nach Saint-Genis-Pouilly führt. Diese wurde durch den Bau der vierspurigen Schnellstraße D 884 durch das Pays de Gex entlastet. Eine weitere Straßenverbindung besteht mit Pougny. Die einstige Bahnlinie, die von Bellegarde-sur-Valserine nach Divonne-les-Bains führte und auch Farges bediente, wurde stillgelegt. An ihrer Stelle verkehrt heute eine Buslinie.
In Farges befindet sich eine staatliche école primaire (Grundschule mit eingegliederter Vorschule).